# Stig Facht
Stig Vilhelm Facht, född 11 juli 1906 i Örebro, död 21 februari 2002 i Stockholm, var en svensk militär och idrottsledare.
Facht, som var son till kapten Karl Facht och Ellen Ekendahl, avlade studentexamen i Stockholm 1926 och officersexamen 1929. Han blev fänrik vid Livregementets husarer 1929, löjtnant 1931, kapten vid Gotlands infanteriregemente 1940 och major i reserven 1946. Han studerade vid Krigshögskolan 1938. Han var Österrikes turistchef för Sverige, Norge och Danmark sedan 1950. Han var även verksam som översättare,
Facht stiftade 1931 Västergötlands Handbollförbund (ordförande 1931–1936). Han var styrelseledamot i Svenska Handbollförbundet 1932–1945 (vice ordförande 1944–1945), i Sveriges Militära Idrottsförbund 1938–1942, i Svenska Fäktförbundet 1936–1940, i Svenska Badmintonförbundet 1944–1945 och i Svenska Cykelförbundet sedan 1946. Han var vice ordförande i badmintonklubben Fjäderbollen sedan 1943 och ordförande i Stockholmsscouternas IF sedan 1946. Han blev 1946 generalsekreterare i Cykelfrämjandet. Han var 1941 initiativtagare till idrottsavdelningen vid arméstaben och var 1941–1943 arméns förste idrottsofficer. Facht var som aktiv idrottsman främst en god fäktare.